# 智利交通

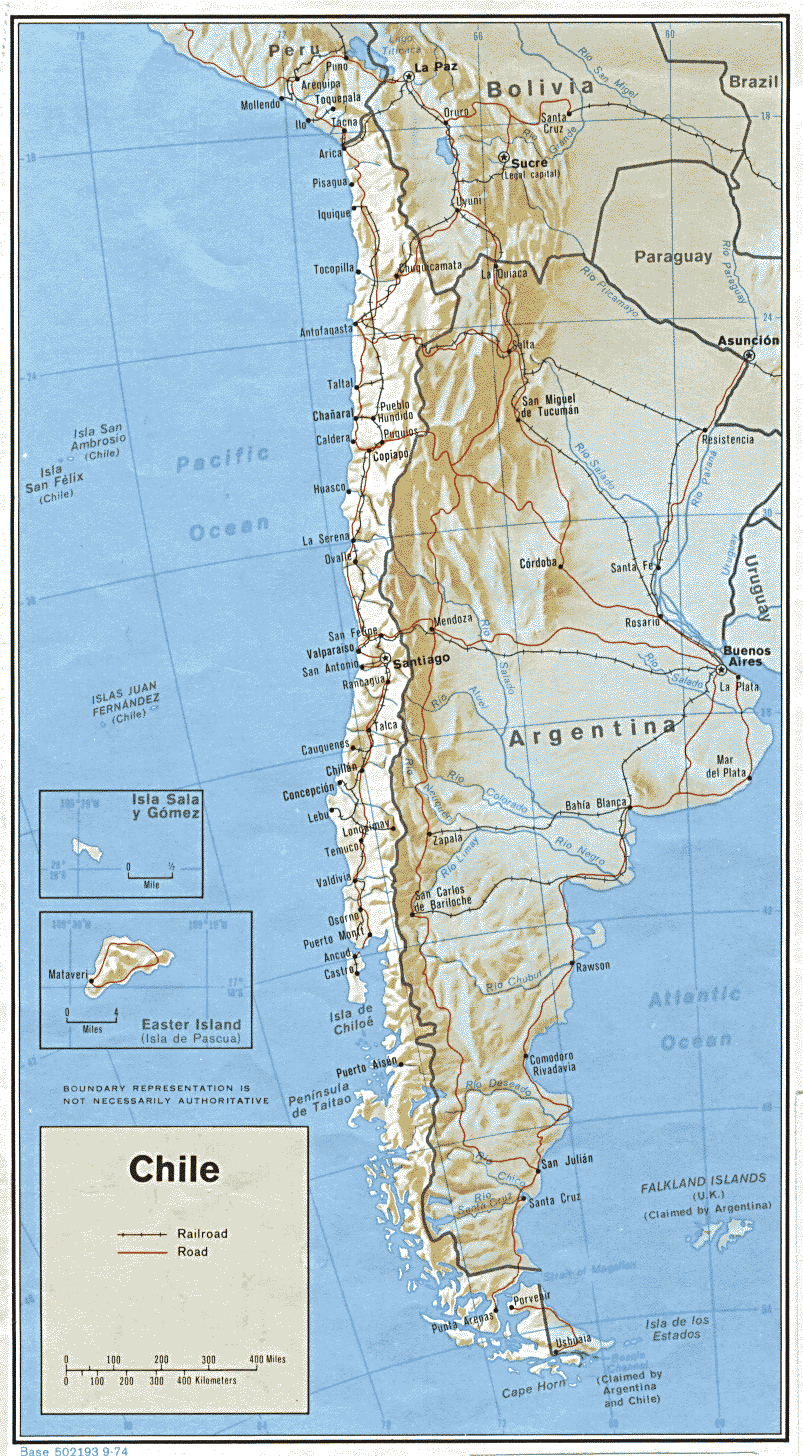
智利的主要道路和铁路。

本條目為智利的交通概況。由於智利的特殊地形，交通網絡的發展對其經濟至關重要。

## 陸運

### 公路
智利擁有发达的公路交通，2020年公路總長85,983公里，高速公路總長3,347公里。以首都圣地亚哥为中心，可前往全國主要城市，但該國最南端並沒有公路與智利中部相連，需取道阿根廷。
隨著鐵路網絡的衰落，公共汽車現在是智利長途交通的主要方式。公路交通是也智利货运的主要运输方式，约90%的货物由公路运输。

### 鐵路
智利的鐵路系統曾遍及全國，1970年代，由于缺乏足够的维护投资，随着铁路部门于1996年私有化，铁路交通价格提升，铁路交通在客运和货运上都逐渐失去优势，其地位逐漸被公路運輸所取代。目前智利的铁路客运系统十分破碎，缺乏系统连接性，且里程较短，沟通地区十分有限。

## 水運
智利海岸線長達6,435公里，近95%的出口贸易由海路运输。由於南部的公路未與本土連接，因此水路運輸也在那裡也發揮了作用。全国共有70多个沿海港口，主要港口有：瓦尔帕莱索港、塔尔卡瓦诺港、安托法加斯塔港、圣安东尼奥港和蓬塔阿雷纳斯港等。

## 空運
智利有73座機場（其中7座是國際機場）。客運量約760.4萬人次 (2006年)。主要公司是智利南美航空。